# Église Saint-Alban de Lyon
Pour les articles homonymes, voir Église Saint-Alban.
L'église Saint-Alban est une ancienne église catholique de la ville de Lyon, en France. Construite au XIIe siècle, elle était située dans l'actuel Vieux Lyon à l'emplacement de la partie sud de l'actuel palais de justice de Lyon. Elle est détruite en 1754.

## Histoire
Elle était située au nord du cloître Saint-Jean dont elle était séparée par une rue reliant la Saône à la porte-Froc, et au sud du palais de Roanne.
Elle était orientée d'est en ouest. Elle était composée d'une nef unique. Son abside semi-circulaire était voûtée en coquille. Deux petites chapelles y ont été adjointes postérieurement. Au nord se trouvait un petit bâtiment servant de sacristie et un clocher pentagonal. L'édifice était précédé d'un cimetière, où on inhumait encore au XVIIe siècle. Au sud, les dépendances, formant un petit cloître, servaient d'habitation.
L'intérieur de l'église était très simple. Il comprenait une seule nef voûtée en arête et trois chapelles placées sous les vocables de la Vierge, saint André et sainte Catherine.
En 1137 ou 1138, l'église est offerte par Pierre Ier, archevêque de Lyon, à l'abbaye de Saint-Claude. Elle est érigée en prieuré dès 1146. L'église servait toutefois régulièrement au clergé de la cathédrale. Le prieuré disparait au début du XVIe siècle lorsque les droits sont cédés à la famille d'Avrillat.
Lors de l'occupation de la ville par les protestants en 1562, l'église subit des détériorations. L'abbaye renonce à faire restaurer l'église et la vend définitivement en 1574 à Néry de Tourvéon. En 1638, l'église devient la propriété de Pierre de Sève, qui fait raser une partie des bâtiments pour construire son hôtel particulier qu'il appelle hôtel de Fléchères. En 1753, le Chapitre donne l'autorisation au descendant de Pierre de Sève de raser l'église, devenue très vétuste. En 1754, l'archevêque confirme cette autorisation, le service religieux étant transféré à l'église Sainte-Croix de Lyon, qui est elle-même désaffectée pendant la Révolution et détruite au XIXe siècle.

## Sources
« Saint-Romain; Saint-Pierre-le-Vieux; Saint-Alban; Sœurs Saint-Vincent de Paul : Saint-Alban », dans Jean-Baptiste Martin, J. Armand-Caillat, Lucien Bégule, J. Beyssac, J. Birot, Auguste Bleton, J.-B. Cox, F. Desvernay, P. Dissard, F. Benoit d’Entrevaux, Mgr Forest, J. Galle, J.-B. Giraud, A. Grand, R. Le Nail, S.-M. Perrin, Antoine Poidebard, et Jean-Baptiste Vannel, Histoire des églises et chapelles de Lyon, vol. II, Lyon, H. Lardanchet, 1909, 497 p., 2 vol. ; gr. in-4 (lire en ligne), p. 58-63